# علم سان مارينو

العلم المستخدم مابين عامي 1465 - 1797

العلم المستخدم ما بين 1862 - 2011

أعتمد علم سان مارينو في 6 نيسان - أبريل من سنة 1862 ويتكون علم سان مارينو من اللونين الأبيض والأزرق مرتبين بصورة أفقية على التوالي وفي وسط العلم يوجد صورة لثلاث أبراج منصوبة على ثلاث تلال وفوقهم صورة للتاج.

## معنى ألوان العلم
- الأبيض: ترمز إلى الثلوج التي تغطي جبل مونتي تيتانو في فصل الشتاء.
- الأزرق: يرمز إلى السماء.